# بنلی آرمی
بنلی آرمی (انگلیسی: Benelli Armi SpA) شرکت صنایع جنگ‌افزاری ایتالیایی است، که در سال ۱۹۶۷ توسط جیووانی بنلی تأسیس شد.